# Kupeornis
A Kupeornis a madarak osztályának verébalakúak (Passeriformes) rendjébe és a  Leiothrichidae családjába tartozó nem.

## Rendszerezésük
A nemet William Serle skót ornitológus írta le 1949-ben, jelenleg az alábbi 3 fajt tartozik ide:
- Kupeornis gilberti
- Kupeornis chapini
- Kupeornis rufocinctus

## Előfordulásuk
Afrika középső részén honosak. A természetes élőhelyük a szubtrópusi vagy trópusi esőerdők. Állandó, nem vonuló fajok.

## Megjelenésük
Testhosszuk 19–23 centiméter közötti.

## Életmódjuk
Főleg rovarokkal táplálkoznak, de gyümölcsöket is fogyasztanak.